# Marie Rønningen
Marie Rønningen (Bærum, 13 de marzo de 1994) es una deportista noruega que compite en vela en la clase 49er FX.
Ganó una medalla de plata en el Campeonato Mundial de 49er de 2021 y cuatro medallas en el Campeonato Europeo de 49er entre los años 2018 y 2023.
Participó en los Juegos Olímpicos de Tokio 2020, ocupando el séptimo lugar en la clase 49er FX.

## Palmarés internacional
| \| Campeonato Mundial \| Campeonato Mundial \| Campeonato Mundial \| Campeonato Mundial \| \| Año \| Lugar \| Medalla \| Clase \| \| ------------------ \| ---------------------- \| ------------------ \| ------------------ \| \| 2021 \| Al Musanah (Omán) \| Medalla de plata \| 49er FX \| \| Campeonato Europeo \| \| \| \| \| Año \| Lugar \| Medalla \| Clase \| \| 2018 \| Gdynia (Polonia) \| Medalla de oro \| 49er FX \| \| 2019 \| Weymouth (Reino Unido) \| Medalla de plata \| 49er FX \| \| 2020 \| Attersee (Austria) \| Medalla de plata \| 49er FX \| \| 2023 \| Vilamoura (Portugal) \| Medalla de oro \| 49er FX \| |                        |                  |         |
| Campeonato Mundial |                        |                  |         |
| Año | Lugar                  | Medalla          | Clase   |
| 2021 | Al Musanah (Omán)      | Medalla de plata | 49er FX |
| Campeonato Europeo |                        |                  |         |
| Año | Lugar                  | Medalla          | Clase   |
| 2018 | Gdynia (Polonia)       | Medalla de oro   | 49er FX |
| 2019 | Weymouth (Reino Unido) | Medalla de plata | 49er FX |
| 2020 | Attersee (Austria)     | Medalla de plata | 49er FX |
| 2023 | Vilamoura (Portugal)   | Medalla de oro   | 49er FX |